# Hieronymus Falkeisen

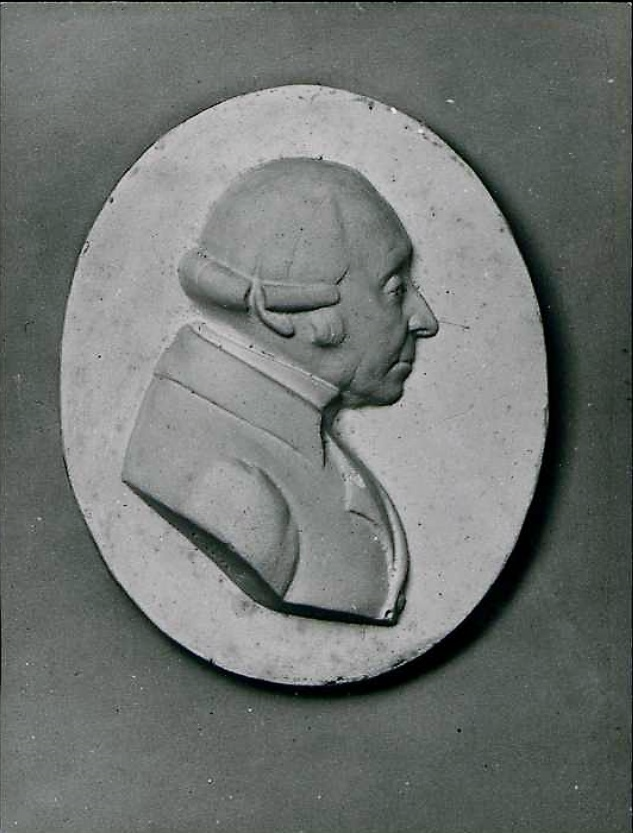
Hieronymus Falkeisen

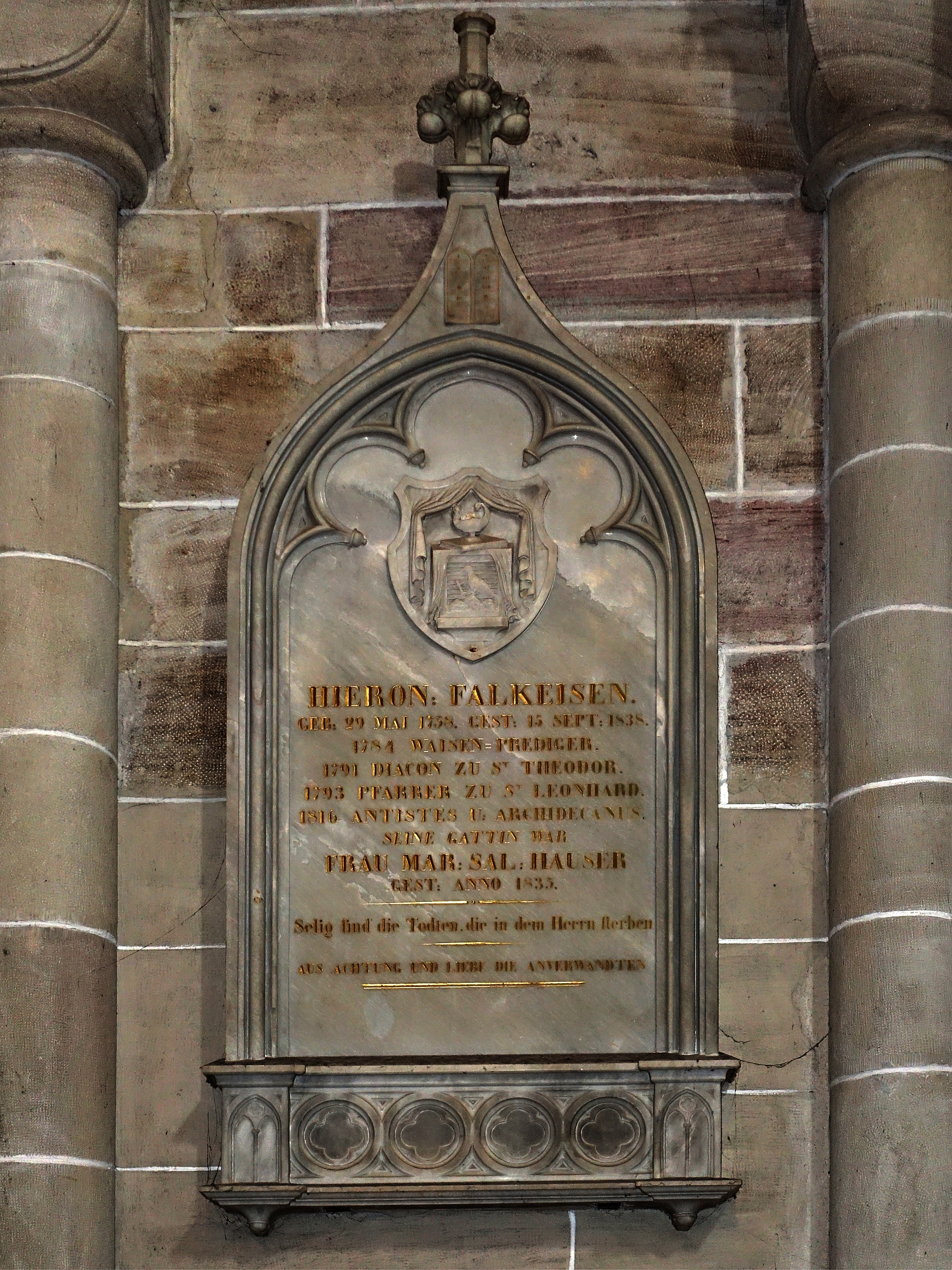
Epitaph im Basler Münster

Hieronymus Falkeisen, auch Hieronymus Falkeisen-Hauser (* 29. Mai 1758 in Arisdorf; † 15. September 1838 in Basel, heimatberechtigt in Basel) war ein Schweizer reformierter Theologe.

## Leben
Hieronymus Falkeisen wurde am 29. Mai 1758 als Sohn des Pfarrers Theodor Falkeisen und der Esther geborene Bernoulli in Arisdorf geboren. Falkeisen, der ab 1772 Theologie in Basel studierte, wurde 1780 „Sancti Ministerii Candidatus“, gleichbedeutend wie Pfarramtskandidat.
Seinen ersten seelsorgerischen Dienst versah Hieronymus Falkeisen ab 1784 als Waisenhauspfarrer in Basel. 1791 wurde er Pfarrhelfer (2. Pfarrer) in der Theodorskirche in Kleinbasel und bereits zwei Jahre später Pfarrer der grossen Innerstadtgemeinde St. Leonhard. 1816, als 58-Jähriger, stieg Falkeisen zum Pfarrer und Antistes am Münster auf.
Hieronymus Falkeisen, der mit Maria Salome geborene Hauser verheiratet war, verstarb am 15. September 1838 wenige Monate nach Vollendung seines 80. Lebensjahres in Basel.

## Wirken
Hieronymus Falkeisen gründete 1785 eine Gesellschaft zur Bildung junger Prediger. 1811 präsidierte er die Bibelgesellschaft. Als Konservativer war er ein pietistischer Gegner der neueren Theologie. Zudem war Falkeisen, Spross einer Familie, die für ihre Sammeltätigkeiten und ihr Interesse an Geschichte bekannt war, ein bedeutender Sammler von kirchenhistorischen Dokumenten, so von Ansichten unter anderem von Emanuel Büchel, von Karten der Schweiz, Porträts, Büchern, Leichenreden, Münzen und Siegeln.
Auf Basis einer Handschrift von Christian Wurstisen aus den 1580er-Jahren hat Falkeisen 1788 seine Beschreibung der Münsters-Kirche zu Basel, samt einem Grundrisse derselben. erstellt.

## Ehrung
- Ehrenmitgliedschaft der Historischen und Antiquarischen Gesellschaft zu Basel.